# Jos Van Eynde
Theophile Joris (Jos) Van Eynde (Berchem, 4 januari 1907 – Antwerpen, 22 maart 1992) was een Belgisch politicus voor de BSP.

## Levensloop
Van Eynde werd geboren in een arbeidersgezin, zijn vader was letterzetter en zijn moeder strijkster. Hij studeerde aan de stedelijke normaalschool van Antwerpen voor onderwijzer. Tijdens zijn studies werkte hij eveneens als avondmedewerker van de socialistische partijkrant Volksgazet. Nadat hij zijn diploma behaalde, ging hij als journalist en redactiesecretaris werken bij de Volksgazet. Als journalist stond hij bekend om zijn harde kritieken en aanvallen op politieke tegenstanders, dit leverde hem de bijnamen De Polderbizon en Kop van Eynde op. Daarnaast was hij een overtuigde antiklerikalist. Als supporter van Kon. Berchem Sport zette hij zich achter de schermen in voor deze ploeg, het verhaal van het nachtelijke penalty trappen met Rik Coppens en dokter Rombouts is daarbij legendarisch.
Toen partijvoorzitter Hendrik de Man in mei 1940 bij het begin van het Tweede Wereldoorlog de Belgische Werkliedenpartij ontbond, legde Van Eynde hem het plan voor om voor de Vlaamse gewesten één groot socialistisch blad uit te geven, om op die manier in het bezit te blijven van de eigen drukpersen. Zijn opzet mislukte echter, waarna hij actief werd in de ondergrondse pers als redacteur van het sluikblad De Werker. Na de Bevrijding werd Van Eynde in 1944 hoofdredacteur van de Volksgazet, wat hij bleef tot in 1977. Na het pensioen van Adolf Molter werd hij eveneens directeur van de krant. Van 1964 tot 1977 was hij gedelegeerd bestuurder van Uitgeverij Ontwikkeling, de uitgever van de Volksgazet.
Van 1945 tot 1975 was hij de voorzitter van de BSP-afdeling van het arrondissement Antwerpen. Van 1946 tot 1977 zetelde hij voor het kiesarrondissement Antwerpen eveneens in de Kamer van volksvertegenwoordigers. 
Hij werd op 26 november 1959 uit de zittingszaal verwijderd omdat hij een procedurebeslissing van de kamervoorzitter een "morele aftroggelarij" (escroquerie morale) noemde.
In de periode december 1971-april 1977 had hij als gevolg van het toen bestaande dubbelmandaat ook zitting in de Cultuurraad voor de Nederlandse Cultuurgemeenschap, die op 7 december 1971 werd geïnstalleerd en de verre voorloper is van het Vlaams Parlement.
Bovendien was hij de voorzitter van de BSP-afdeling in Berchem, waar hij van 1959 tot 1976 gemeenteraadslid was. Van 1954 tot 1971 was hij eveneens ondervoorzitter van de BSP. Van 1971 tot 1975 was hij partijvoorzitter van de BSP, van 1971 tot 1973 samen met Edmond Leburton en van 1973 tot 1975 samen met André Cools. In 1969 werd Jos Van Eynde benoemd tot minister van Staat. Hij werd op het Schoonselhof begraven.